# Čestice (ort i Tjeckien, lat 50,13, long 16,15)
Čestice är en ort i Tjeckien. Den ligger i den centrala delen av landet, 120 km öster om huvudstaden Prag. Čestice ligger 261 meter över havet och antalet invånare är 524.
Terrängen runt Čestice är huvudsakligen platt, men norrut är den kuperad. Čestice ligger nere i en dal. Runt Čestice är det ganska tätbefolkat, med 120 invånare per kvadratkilometer. Närmaste större samhälle är Vysoké Mýto, 19,4 km söder om Čestice. I omgivningarna runt Čestice växer i huvudsak blandskog.